# 소아청소년진료소
소아청소년진료소는 소아입원병동 및 외래진료뿐만 아니라 소아자폐증 및 발달장애 환자에 대한 전문적이고 체계적인 진료 및 연구, 치료와 더불어 소아청소년정신과 전임의 및 정신과 전공의 교육, 수련의 주 업무를 전담하기 위하여 설립된 대한민국 보건복지부 국립서울병원 소속의 진료 기관으로 소아청소년진료소장은 국립서울병원 의료부장이 겸직한다.

## 주요 업무

### 진료

#### 진료 대상
- 자폐증/발달장애, 언어장애, 감각통합장애, 학습장애, 주의력결핍장애, 과잉행동장애(ADHD), 우울증 및 불안장애 등 정서장애, 학교부적응, 비행/충동장애, 조현병, 기분장애 등 소아정신질환 전반에 대하여 소아정신의학적 전문치료

#### 소아정신과에서 실시하는 치료프로그램의 특성
- 다학체간 치료팀 접근 방식(multidisciplinary treament team approach)
- 치료팀 구성원 : 소아정신과전문의, 언어치료사, 소아작업치료사, 감각통합치료사, 인지, 심리, 학습, 행동, 놀이 치료 전문가, 소아정신보건간호사, 음악치료사

#### 소아정신과 운영프로그램
- 소아특수클리닉 : 학습장애클리닉, ADHD, 자폐/발달장애클리닉, 부모교육클리닉, 사회기술훈련, 우울증클리닉 및 인지행동치료클리닉, 소아발달장애 전문치료
- 자폐/발달장애 전문치료센터(발달장애 낮병동) 운영
- 병원학교 <참다울학교> 운영
- 학대아동 보호팀 운영(아동학대 예방 및 치료)
- 언어치료 및 평가 프로그램
- 감각통합치료 및 평가 프로그램
- 작업치료 및 평가 프로그램
- 입원/낮병동 프로그램

### 교육
- 정신과전공의 교육수련
- 특수교육, 아동학, 교육심리, 정신보건간호사, 임상심리사, 작업치료, 음악치료, 미술치료 등 유관 분야 학생 및 정신보건요원 교육훈련 업무

### 연구
- 소아자폐증/발달장애에 대한 연구
- 소아정신질환 전반에 대한 임상연구
- 아동학대에 대한 임상연구
- 병원학교 관련 연구

## 조직

### 소아청소년진료소장
- 소아정신과
- 청소년정신과